# Dangerous (Busta Rhymes)
Dangerous è un singolo del rapper statunitense Busta Rhymes, pubblicato nel 1997 ed estratto dall'album When Disaster Strikes.

## Tracce
- CD

1. Dangerous (album version)
2. Dangerous (instrumental)
3. Dangerous (a cappella)
4. You Won't Tell, I Won't Tell (unavailable on album)
5. Coming Off (unavailable on album)
6. You Won't Tell, I Won't Tell (instrumental)
7. Coming Off (instrumental)

## Video
Il videoclip della canzone, diretto da Hype Williams, è ispirato al film Arma letale.